# BAP De los Heros (CM-23)
El BAP De los Heros (CM-23) es una corbeta lanzamisiles que adquirió el Perú para su Marina de Guerra, en la década de los años 1970. Es una unidad del tipo Corbeta lanzamisiles. Es una de las seis corbetas lanzamisiles con que cuenta la Flota Naval del Pacífico de la Marina de Guerra del Perú.
Su construcción para la marina peruana, fue encargada a los astilleros de Divectran des Construictias et Armes Navales de Lorient, Francia y su alistaminento fue completado en el mismo astillero.
El pabellón peruano fue afirmado a bordo en este moderno buque de guerra y se le comisionó en la marina peruana el 17 de noviembre de 1980, incorporándose inmediatamente a la escuadra peruana en el Mar de Grau. 
Desplaza 560 toneladas y tiene una velocidad de 36 nudos. Su armamento consiste de artillería convencional y de misiles.
Su nombre se debe al teniente segundo AP Carlos de los Heros, héroe de la guerra del Pacífico, que combatió a bordo del monitor Huáscar, en el segundo combate naval de Antofagasta el 28 de agosto de 1879.
En el fragor del combate, entre el "Huáscar" y las baterías de los fuertes de tierra, un disparo de este último causó la muerte del teniente segundo. Respondiendo los fuegos del monitor peruano la batería "Bellavista", efectuó un disparo con su cañón de 300 libras, que lo desmontó de su ubicación; el disparo fue a dar a popa del "Huáscar", matando al teniente segundo AP Carlos De los Heros.
El parte final del combate arrojó para el monitor “Huáscar”, a pesar de la violencia de la detonación: muerto el teniente segundo AP Carlos de los Heros y herido el aprendiz Gutiérrez, los daños al monitor fueron unas tablas rotas. Por el lado chileno arrojó: callado el fuerte norte “Bellavista” y fuera de combate la corbeta “Abtao”. Miguel Grau Seminario dio por terminado el combate y se retiró de Antofagasta.